# Nasutoceratops
Nasutoceratops ist eine Gattung von ceratopsiden Dinosauriern aus der Gruppe der Centrosaurinae. Die einzige bekannte Art der bislang monotypischen Gattung ist Nasutoceratops titusi aus dem oberen Campanium (vor ca. 75,5 bis 76 Millionen Jahren) von Utah (USA).

## Etymologie und Forschungsgeschichte
Der Gattungsname setzt sich zusammen aus dem lateinischen „nasutus“ „großnasig“ und der, bei Vertretern der Ceratopsidae häufig verwendeten, Endung „-ceratops“ nach altgriechisch κέρας kéras „Horn“ und ὤψ ōps „Auge“, „Gesicht“. Der Artzusatz „titusi“ ehrt Alan Titus, Paläontologe am Grand Staircase-Escalante National Monument, für seine Unterstützung während der Geländearbeiten. Der Artname lässt sich grob also in etwa mit „Titus‘ Großnasen-Horngesicht“ übersetzen.
Die fossilen Überreste von Nasutoceratops titusi wurden 2006 während einer Grabungskampagne im Rahmen des „Kaiparowits Basin Project“ in der Kaiparowits-Formation innerhalb des Grand Staircase-Escalante National Monument im Süden Utahs entdeckt.
Gattung und Typusart wurden bereits 2010 durch Lund im Rahmen seiner Masterarbeit an der University of Utah beschrieben. Da Lunds Masterarbeit jedoch nicht veröffentlicht war, galt sie nach den Regeln der ICZN nicht als offizielle Erstbeschreibung („Nomen ex dissertatione“).
Die gültige Erstbeschreibung auf Basis des Schädelskelettes erfolgte dann erst 2013 durch Sampson et al. mit Lund als Co-Autor. Eine Neubeschreibung der Typusart, die auch Merkmale des postcranialen Skeletts beinhaltete, wurde 2016 durch Lund et al. nachgeliefert.
Noch im selben Jahr 2016 wurde Nasutoceratops durch Ryan et al. gemeinsam mit Avaceratops in die Klade der Nasutoceratopsini gestellt.

## Fossilbeleg

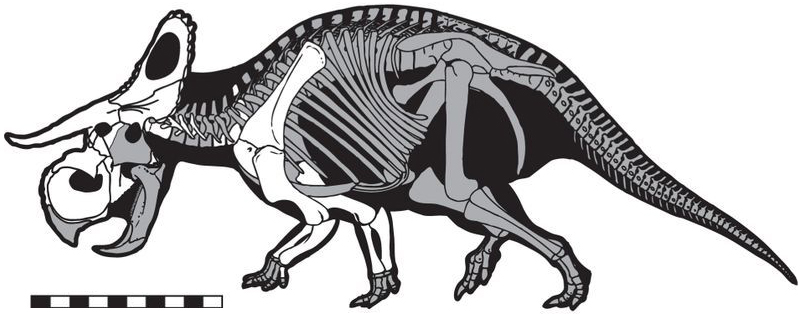
Skelettrekonstruktion von Nasutoceratops titusi. Fossil erhaltene Skelettelemente sind weiß hervorgehoben. Aus Sampson et al., 2013

Der Holotypus UMNH VP 16800 umfasst einen nahezu vollständigen, ca. 1,5 m langen Schädel, den, wie bei allen Vertretern der Coronosauria, zum „Syncervical“ verschmolzenen ersten Halswirbeln, drei bruchstückhaft erhaltenen Rückenwirbeln, beiden Vorderbeinen inklusive Schulterblättern und linkem Coracoid eines subadulten Individuums.
Neben dem Holotypus liegt noch weiteres fossiles Belegmaterial vor:
- UMNH VP 19466: Teile des Schädelskeletts eines adulten Tieres
- UMNH VP 19469: Ein einzelnes, isoliertes Schuppenbein

Zusammengenommen sind vom diagnostisch bedeutsamen Gesichtsschädel damit etwa 80 % bekannt, vom postcranialen Skelett ca. 10 %.
Alle bislang bekannten Überreste von Nasutoceratops stammen aus der mittleren Einheit der Kaiparowits Formation. Der Holotypus und das Referenzmaterial stammen von unterschiedlichen Fundstellen und aus geringfügig unterschiedlichen stratigraphischen Niveaus innerhalb der mittleren Kaiparowits-Formation. Nasutoceratops ist damit nach Diabloceratops (Wahweap-Formation, Unteres bis Mittleres Campanium) der zweite Vertreter der Centrosaurinae aus dem Gebiet des Grand Staircase-Escalante National Monument.

## Merkmale der Gattung

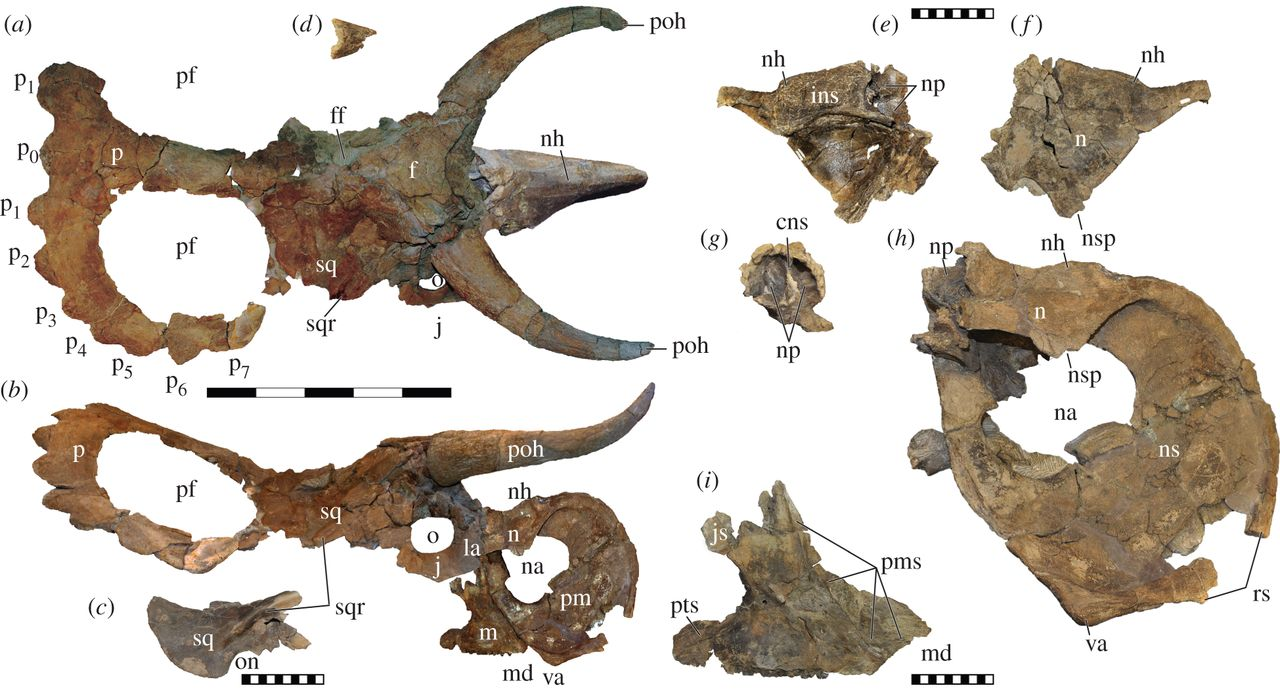
Schädel des Holotypus (a, b, d, g, h, i) von Nasutoceratops titusi; Schuppenbein UMNH VP 19469 (c); Nasenbein UMNH VP 19466 (e, f). Massstabsbalken 50 cm (a, b) bzw. 10 cm (c-i). Aus Sampson et al., 2013

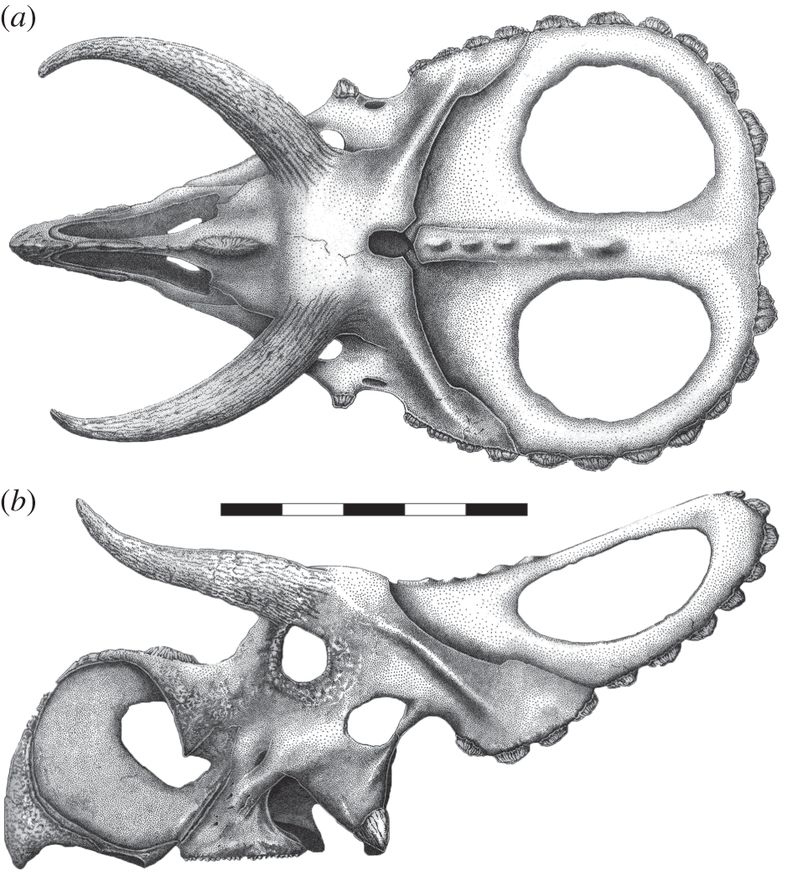
Rekonstruktionszeichnung des Schädels von Nasutoceratops titusi (Massstabsbalken 50 cm). Aus Sampson et al., 2013

(In der Beschreibung verwendete Abkürzungen beziehen sich auf die Abbildung rechts)
Nasutoceratops unterscheidet sich von allen anderen Vertretern der Centrosaurinae insbesondere durch die Form des Schädels. Als gattungstypische Merkmale (Autapomorphien) gelten:
- Die Nasenregion ist stark vergrößert und nimmt ca. 75 % des präorbitalen (vor den Augenhöhlen gelegenen) Gesichtsschädels ein.
- Das Nasenbein (n) weist intern, hinter dem Ansatz (nh) des Nasenhornes, deutlich ausgebildete Hohlräume (np) auf.
- Die Kontaktfläche zwischen Prämaxilla (pm) und Maxilla (m) ist ungewöhnlich langgestreckt.
- Die Maxilla (m) trägt auf der Innenseite einen nach vorne gerichteten, flanschartigen Fortsatz mit zwei gelenkspfannenartigen Einbuchtungen die zu entsprechenden Gegenstücken an der Prämaxilla (pm) passen; der Fortsatz ist am Aufbau des palatum durum beteiligt.
- Die langen Überaugenhörner (poh) sind seitlich nach vorne gerichtet und mit den Spitzen nach innen und oben verdreht.

Daneben zeigt Nasutoceratops eine Reihe von Merkmalen, die einzeln für sich genommen zwar bereits von anderen Vertretern der Centrosaurinae bekannt, in Kombination miteinander jedoch bislang einzigartig sind:
- Der Knochenansatz des Nasenhorns (nh) ist schmal, langgezogen und relativ niedrig.
- Das Schuppenbein (sq) trägt dorsolateral einen deutlich ausgeprägten Knochenrücken (sqr)
- Die Form des Nackenschildes aus Scheitel- (p) und Schuppenbein (sq) lässt sich als annähernd kreisförmig[1] bzw. annähernd rechteckig[2] beschreiben.
- Die Epiparietalia (p0 – p7) und Episquamosalia sind einfach aufgebaut und halbmondförmig.
- Ein mittig an der Außenseite des Nackenschildes gelegenes Epiparietale (p0) ist vorhanden.

Alle anderen festgestellten Skelettmerkmale entsprechen denen eines typischen Vertreters der Centrosaurinae und belegen die Zugehörigkeit zu dieser Gruppe. Nasutoceratops titusi erreichte vermutlich eine Länge von 4,5 m bei einer Körpermasse von etwa 1,5 Tonnen.

### Integument

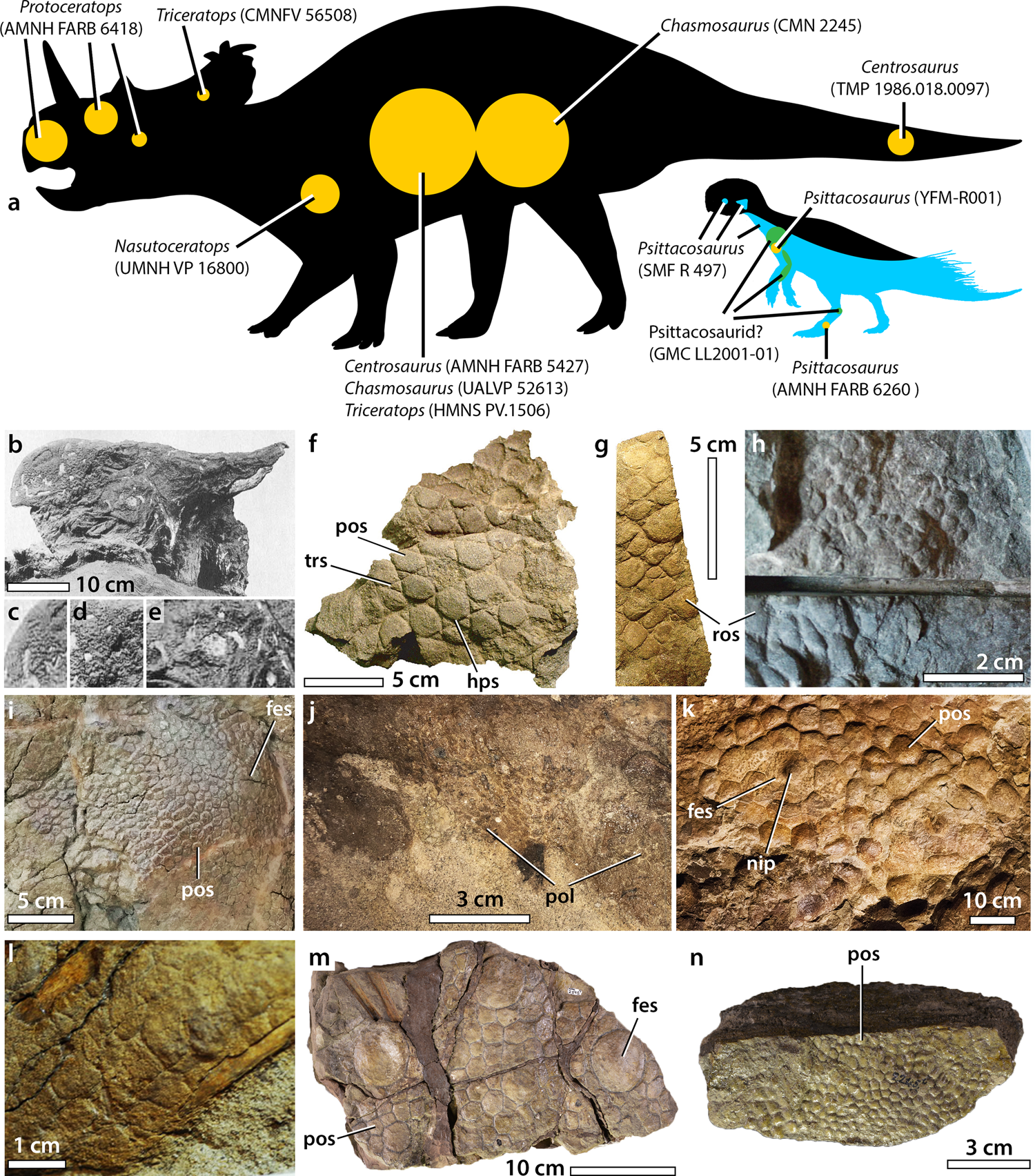
Hautabdrücke von Nasutoceratops titusi (f-h) im Vergleich mit anderen Vertretern der Ceratopsia.

In Zusammenhang mit dem linken Vorderbein des Holotyps (UMNH VP 16800) wurden bei der Freilegung des Fundes die Abdrücke von 3 Hautfetzen („A“, „B“ und „C“) entdeckt:
Abdruck „A“ (Teilbild „h“ in nebenstehender Abbildung) besteht aus einer Ansammlung von dicht gelagerten, in unregelmäßigen Reihen angeordneten, ovalen bis annähernd kreisförmigen Tuberkeln mit Durchmessern zwischen 2 mm und 8 mm. Abdruck „A“ wurde im Nahbereich und posterior zum Caput humeri gefunden.
Abdruck „B“ (Teilbild „g“ in nebenstehender Abbildung) zeigt eine ähnliche Struktur, allerdings mit etwas größeren Tuberkeln mit Durchmessern zwischen 5 mm und 11 mm. Abdruck „B“ stand ebenfalls in Zusammenhang mit dem linken Oberarmknochen, lag jedoch näher bei der Schulterblattgelenkpfanne.
Abdruck „C“ (Teilbild „f“ in nebenstehender Abbildung) unterscheidet sich signifikant von den beiden anderen Hautabdrücken und zeigt ein regelmäßiges Muster aus erhabenen Sechsecken mit einem Durchmesser zwischen 8 mm und 11 mm die jeweils von kleineren, dreieckigen Kerben umgeben sind. Dieser Abdruck wurde ebenfalls im Nahbereich des linken Caput humeri, allerdings etwas weiter abseits vom Knochen als Abdruck „A“, gefunden.
Die Abdrücke „A“ und „B“ ähneln Hautabdrücken die bereits von anderen Vertretern der Ceratopsia, wie etwa Psittacosaurus, Chasmosaurus  oder Centrosaurus bekannt sind, obwohl die großen, kreisrunden Schuppen, die bei Chasmosaurus und Centrosaurus zwischen den unregelmäßig angeordneten, kleineren Tuberkel eingelagert sind, bei Nasutoceratops bislang nicht nachgewiesen werden konnten. Die regelmäßigen Muster vom Typ „C“ gleichen jedoch nichts was zuvor bekannt gewesen wäre.

## Alterseinordnung der Funde
Die klastischen Sedimente der Kaiparowits-Formation in Utah sind mit mehreren Bentonit-Horizonten vulkanischen Ursprungs durchsetzt. Die in diesen Bentonit-Horizonten teilweise noch erhaltenen Sanidine eignen sich bestens für eine geochronologische Altersdatierung mit der Ar-Ar-Methode.
Einem Bentonit-Horizont (KP-07) im Liegenden der Fundschichten konnte damit ein Alter von 75,97±0,18 Ma zugewiesen werden. Zwei weitere Bentonit-Horizonten (KBC-109 und KBC-144) im Hangenden zeigen hingegen identische Alter von 75,51±0,15 Ma. Die Fossilien von Nasutoceratops haben dementsprechend ein Alter zwischen diesen beiden Zeitmarken, was einem relativ kurzen Zeitabschnitt innerhalb des Oberen Campaniums entspricht.
Die Sedimente der Kaiparowits Formation wurden demnach etwa zeitgleich mit z. B. der oberen Judith River Formation (nicht zu verwechseln mit der übergeordneten Judith-River-Gruppe) bzw. der Two Medicine Formation in Montana und der Dinosaur Park Formation in Alberta, die alle ebenfalls reiche Dinosaurier-Funde geliefert haben, abgelagert.

## Systematik und Phylogenie
Nasutoceratops gilt als basaler Vertreter der Centrosaurinae.
Phylogenetische Analysen deuten darauf hin, dass Nasutoceratops näher verwandt ist mit Avaceratops, einem annähernd zeitgleich lebenden Vertreter der Centrosaurinae aus der Judith River Formation im Nordwesten der USA, als mit dem etwas älteren, dafür aber in derselben Region lebenden Diabloceratops.
Nasutoceratops, Avaceratops, ein nicht genauer bestimmbares, nur bruchstückhaft erhaltenes Schädelskelett (CMN 8804) aus der Oldman Formation Albertas sowie ein im Detail noch unbeschriebener Fund aus Malta (Montana) ("New Malta Taxon"; GPDM 63) wurden 2016 in der Klade der Nasutoceratopsini zusammengefasst. Die Nasutoceratopsini sind dabei definiert als alle Taxa die näher mit Nasutoceratops titusi verwandt sind als mit Centrosaurus apertus und werden den Centrosaurini bzw. den Pachyrhinosaurini gegenübergestellt.

## Palökologie

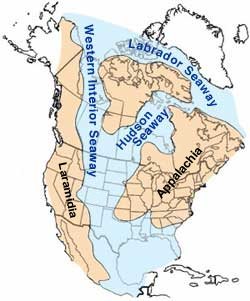
Der Western Interior Seaway während der mittleren Kreide vor etwa 100 Millionen Jahren

Nasutoceratops war, wie alle Vertreter der Ceratopsidae, ein reiner Pflanzenfresser. Die biologische Funktion der Hohlräume innerhalb des Nasenbeins ist ungeklärt. Theoretisch denkbar sind Zusammenhänge mit dem Feuchtigkeits-Austausch durch die Atemluft, eine Funktion zur Schock-Absorption, ein Organ zur Lautäußerung, simple Gewichtsreduktion der überdimensionierten Nasenregion oder eine Kombination aus mehreren dieser Gründe.
Der Nordamerikanische Kontinent war während der mittleren und oberen Kreidezeit teilweise von einem flachen Epikontinentalmeer bedeckt. Dieser Western Interior Seaway teilte den Kontinent in zwei Landmassen; das westliche Laramidia und das östliche Appalachia. Letzteres war zeitweilig durch einen weiteren Meeresarm (Hudson Seaway) in einen nördlichen und einen südlichen Teil aufgespalten. Die Sedimente der Kaiparowits-Formation wurden als Erosionsmaterial der jungen Rocky Mountains an der Ostküste Laramidias, also in Richtung zum Western Interior Seaway hin, abgelagert.
Die Kaiparowits-Formation wurde im Bereich von anastomosierenden oder mäandrierenden Flüssen bzw. im Bereich von deren Schwemmebenen abgelagert. Hinweise auf einen Gezeiteneinfluss im Ablagerungsraum, etwa im Nahbereich eines Ästuars ("Utah Embayment") überlappen zumindest teilweise mit dem zeitlichen Auftreten von Nasutoceratops.
Hinweise auf die paläoklimatologischen Bedingungen im Lebensraum von Nasutoceratops liefern die zahlreichen Pflanzenfossilien aus der Kaiparowits-Formation. Die Fundstelle „DMNH Loc. 3642“ liegt nur wenige Kilometer von den Nasutoceratops-Fundstellen entfernt in einer analogen stratigraphischen Position innerhalb der Kaiparowits-Formation und kann als zeitgleich mit dem bekannten Auftreten von Nasutoceratops gewertet werden. Die überaus artenreiche Paläoflora (87 nachgewiesene Morphotypen) wird von Zweikeimblättrigen (~70 % aller Morphotypen und ~83 % aller Pflanzenfossilien insgesamt) dominiert. Daneben treten untergeordnet auch Einkeimblättrige (unter anderem mindestens zwei Vertreter der Palmenartigen), Koniferen aus der Gruppe der Zypressengewächse, Palmfarne, Farne und Schachtelhalme auf. Die Flora der Kaiparowits-Formation deutet auf ein subtropisches, feuchtes Klima mit einer Jahresmitteltemperatur von etwa 20 °C und eine durchschnittliche Niederschlagsmenge von ca. 1800 mm pro Jahr hin.
Nasutoceratops teilte sich diesen Lebensraum unter anderem mit zwei weiteren Ceratopsiden, Utahceratops und Kosmoceratops, beides, im Gegensatz zu Nasutoceratops, Vertreter der Chasmosaurinae, sowie mit den Hadrosauriern Gryposaurus monumentensis und Parasaurolophus cyrtocristatus, dazu kommen noch unbenannte Vertreter der Ankylosauria, der Tyrannosaurier Teratophoneus, Coelurosaurier der Gattung Ornithomimus und  ebenfalls nicht näher bestimmte Vertreter der Caenagnathidae innerhalb der Gruppe der Oviraptosauria. Zahlreiche Funde von Amphibien, Schuppenkriechtieren, Krokodilen und Schildkröten und zumindest eines Vogels aus der Gruppe der Enantiornithes sowie Säugetieren aus den Gruppen der Multituberculata, Marsupialia und Insectivora vervollständigen das Bild der Landwirbeltierfauna.